# 宫哲
宮哲（1983年6月3日—），中国女演员，畢業於於中央美術學院攝影专业。宮哲大學生時期，在2005年拍攝的由馬儷文所指導的電影《我們倆》榮獲第13屆北京大學生電影節最佳新人獎與榮獲第7屆華語電影傳媒大獎最佳新演員獎。
在2008年參演個人首部電視劇《天涯咫尺》，該劇是由賴建國導演所執導的愛情劇，宮哲在劇中飾演二太太的女兒龍素四，成為該劇的一大亮點，因為走紅。2011年領銜主演在根據真實故事改編的電影《西單女孩》，並飾演女主角任月麗。
在2015年，來到台灣由導演林清介和傅睿邨在所執導的校園愛情電影《奇幻同學會》並飾演黃瑀彤一角。在2021年，參與由陳力所指導的電影《守島人》，並飾演女主角王仕花，影片荣获金鸡奖最佳故事片。

## 主要經歷
- 2005年《我們倆》：導演：馬儷文 合作演員：金雅琴。
- 2005年：第十四屆中國電影金雞獎最佳女配角提名。
- 2006年：第十三屆大學生電影節最佳新人獎。
- 2011年：《天涯咫尺》是2008年拍攝。
- 2016年：《奇幻同學會》：導演：林清介、傅睿邨 。
- 2018年：《自由行》:導演:應亮。
- 2021年：《守岛人》:導演:陈力。

## 電影作品
| 上映日期       | 電影名稱                 | 角色   | 備註   | 導演           |
| 2006年3月3日   | 《我們倆》               | 小馬   | 女主角 | 馬儷文         |
| 2007年7月9日   | 《不可不拍》             | 娜娜   | 女主角 | 杜家毅         |
| 2009年7月20日  | 《遙遠的擁抱》           | 許雯雯 | 女主角 | 武洪武         |
| 2009年11月6日  | 《大地》                 | 如霞   | 女主角 | 哈斯朝魯       |
| 2010年         | 《心債》                 | 劉一萌 | 女主角 | 林科           |
| 2011年5月19日  | 《大震撼》               | 傅若蘭 | 女配角 | 崔立新         |
| 2011年6月30日  | 《雨》                   | 谷 雨  | 女主角 | 徐琦           |
| 2011年12月27日 | 《西單女孩》             | 任月麗 | 女主角 | 張勇謀         |
| 2013年3月30日  | 《布爾津童話》           | 嚴子琪 | 女主角 | 王雁           |
| 2013年4月26日  | 《致我們終將逝去的青春》 | 譚小晶 | 女配角 | 趙薇           |
| 2016年3月25日  | 《奇幻同學會》           | 黃瑀彤 | 女主角 | 林清介、傅睿邨 |
| 2018年12月27日 | 《自由行》               | 楊樞   | 女主角 | 應亮           |
| 2021年6月18日  | 《守島人》               | 王仕花 | 女主角 | 陈力           |

## 電視作品
| 年份 | 電視台劇名   | 劇名角色        | 角色備註 | 備註   |
| 2009 | 吉林都市頻道 | 《天涯咫尺》    | 龍素四   | 女配角 |
| 2015 | 湖南衛視     | 《愛的婦產科2》 | 姜翠     | 女配角 |

## 音樂錄影帶作品
| 年份 | 歌名       | 歌手   | 備註                 |
| 2006 | 《我想你》 | 楊海潮 | 音樂錄影帶中的女主角 |

## 獎項紀錄
| 年份   | 頒獎典禮               | 獎項         | 作品       | 角色 | 結果 |
| ------ | ---------------------- | ------------ | ---------- | ---- | ---- |
| 2005年 | 第25屆中國電影金雞獎   | 最佳女配角獎 | 《我們倆》 | 小馬 | 提名 |
| 2006年 | 第13屆北京大學生電影節 | 最佳新人獎   | 《我們倆》 | 小馬 | 獲獎 |
| 2007年 | 第7屆華語電影傳媒大獎  | 最佳新演員   | 《我們倆》 | 小馬 | 獲獎 |

## 外部連結
- 宫哲在互联网电影资料库（IMDb）上的資料（英文）
- 宫哲的新浪微博